# Bitwa pod Montereau
Bitwa pod Montereau – starcie zbrojne, które miało miejsce 18 lutego 1814 podczas wojny Francji z VI koalicją.
W pobliżu miejscowości Montereau-Fault-Yonne awangarda armii francuskiej Napoleona, dowodzona przez Gérarda, pokonała straż tylną armii austriacko-wirtemberskiej feldmarszałka Schwarzenberga. Klęska straży tylnej, na której czele stał król Wirtembergii Fryderyk I, spowodowała, że armia Schwarzenberga w popłochu wycofała się na wschód.

## Wstęp
Po pełnej sukcesów sześciodniowej kampanii (10–14 lutego 1814), w której rozbite zostały idące na Paryż wojska sprzymierzonych, Napoleon 15 lutego przerwał działania przeciwko pruskiej armii Blüchera i zwrócił się na południe w stronę Sekwany, którą przekroczyła w okolicy Troyes główna armia austriacka (Armia Czeska) dowodzona przez Schwarzenberga, zagrażając francuskiej stolicy od południowego wschodu. Napoleon skoncentrował 17 lutego swoje siły (około 50 000 żołnierzy) pod Guignes i uderzył od frontu na armię Schwarneberga, pokonując pod Mormant rosyjsko-wirtemberską straż przednią Armii Czeskiej, przy czym niektóre oddziały francuskie, by dotrzeć na miejsce bitwy, musiały w ciągu 36 godzin pokonać odległość około 100 km.
Porażka przedniej straży oraz niepowodzenia pruskich wojsk na północy skłoniły Schwarzenberga do podjęcia decyzji o odwrocie za Sekwanę. Dowodzenie strażą tylną Schwarzenberg powierzył Fryderykowi I Wirtemberskiemu. Ariergarda sił Schwarzenberga zajmowała wtedy pozycje we wsi Montereau, leżącej u zbiegu Sekwany i Yonne, pilnując przepraw na Sekwanie.
Napoleon postanowił opanować przeprawy pod Montereau i dzięki temu oskrzydlić Austriaków.

## Bitwa
Napoleon nakazał, by marszałek Victor (30 000 żołnierzy i 70 dział) ruszył na Montereau, jednak siły Victora posuwały się wolno, dając Fryderykowi Wirtemberskiemu (10 000 żołnierzy i 17 dział) czas na umocnienie swych pozycji. Claude Pierre z pomocą ataków kawalerii starał się przeszkadzać nieprzyjacielowi w przygotowaniach obronnych. Zdołał spędzić austriacko-wirtemberskie posterunki i spowolnić budowę umocnień obronnych, jednak bez pomocy piechoty marszałka Victora nie potrafił więcej zdziałać.
Victor, posuwając się w 4 kolumnach, dotarł pod Montereau 18 lutego o godzinie 9:00. Rozwścieczony powolnym marszem Victora Napoleon zdjął go ze stanowiska dowódcy i na jego miejsce wyznaczył generała Gérarda.
Gérard po objęciu dowództwa zajął się działaniami mającymi na celu uzyskanie przewagi ogniowej nad broniącymi się siłami Fryderyka Wirtemberskiego. Wczesnym popołudniem nadciągnęła artyleria Gwardii Cesarskiej, dzięki czemu Gérard uciszył baterie nieprzyjaciela, a następnie przystąpił do bombardowania wioski.
O godzinie 15:00 francuskie natarcie dotarło do wału, będącego kluczem do przełamania obrony nieprzyjaciela. Fryderyk I Wirtemberski nakazał w tej sytuacji odwrót, który rychło przemienił się w pogrom spowodowany atakiem kawalerii Calude’a Pierre’a – francuska jazda wpadła do wioski i uderzyła na cofające się wojska. Udana szarża kawalerii zapobiegła zdetonowaniu przez sprzymierzonych ładunków mających na celu zniszczenie dwóch mostów – umożliwiło to Francuzom dalszy pościg.
Pokonane wojska sprzymierzonych straciły w bitwie 6000 żołnierzy i 15 dział, podczas gdy Francuzi – 2500 żołnierzy. Klęska straży tylnej armii Schwarzenberga spowodowała, że cała armia sprzymierzonych w pośpiechu i zamieszaniu cofała się na wschód, w kierunku Troyes.
Pomimo odniesionego przez Francuzów zwycięstwa inne korpusy armii Schwarzenberga zdążyły przeprawić się przez Sekwanę i skoncentrować się na południu.

## Upamiętnienie
Bitwa ta jest wymieniona na Łuku Triumfalnym w Paryżu.